# Ԣ
La En con gancho medio (Ԣ ԣ; cursiva: Ԣ ԣ) es una letra del alfabeto cirílico. Su forma se deriva de la letra en (Н н) añadiendo un gancho a la mitad de la pierna derecha.
Se usaba anteriormente en el alfabeto del idioma chuvasio, donde representaba la nasal palatal /ɲ/. Especfíficamente en la ortografía de Yakovlev que se usó entre 1873 y 1938 para representar el sonido [lj].

## Letras relacionadas y otros caracteres similares
- Н н : En
- Ь ь : Yer anterior
- Ñ ñ : Eñe
- Ń ń : N con tilde aguda
- Ň ň : N con carón
- Љ љ : Lje

## Códigos de computación
| Carácter      | Ԣ                                            | Ԣ                                            | ԣ                                            | ԣ                                            |
| ------------- | -------------------------------------------- | -------------------------------------------- | -------------------------------------------- | -------------------------------------------- |
| Unicode       | LETRA MAYÚSCULA CIRÍLICA EN CON GANCHO MEDIO | LETRA MAYÚSCULA CIRÍLICA EN CON GANCHO MEDIO | LETRA MINÚSCULA CIRÍLICA EN CON GANCHO MEDIO | LETRA MINÚSCULA CIRÍLICA EN CON GANCHO MEDIO |
| Codificación  | decimal                                      | hex                                          | decimal                                      | hex                                          |
| Unicode       | 1314                                         | U+0522                                       | 1315                                         | U+0523                                       |
| UTF-8         | 212 162                                      | D4 A2                                        | 212 163                                      | D4 A3                                        |
| Ref. numérica | &#1314;                                      | &#x522;                                      | &#1315;                                      | &#x523;                                      |